# ایکشودوم
ایکشودوم یا Yakšudum خدایی بین‌النهرینی بود که در پادشاهی ماری پرستش می‌شد، احتمالا نیایی خداشده است.

## نام و شخصیت
نام ایکشودوم به خط میخی به صورت dIk-šu-du-um نوشته شده است. گونه‌ای از املای نام او در متنی از ترقا Yakšudum است. ویلفرد جی. لمبرت پیشنهاد کرد که می‌توان آن را به «او دستگیر کرد» ترجمه کرد.

### در فهرست خدایآن = آنوم
خداییانی با نام مشابه dIk-šu-du یا dIk-šu-da در فهرست خدای آن = آنوم (لوح II، سطر ۲۷۳) به عنوان یکی از چهار سگ مردوک
(سه سگ دیگر Sukkulu («دزدوار»)، Ukkumu («درنده») و Iltebu) آمده است.

## پرستش
ایکشودوم در ترقا در پادشاهی ماری پرستش می‌شد.